# Cyclobrassinin
Cyclobrassinin ist eine organische Verbindung und ein Derivat des Indols. Es kommt natürlich als Phytoalexin in Kreuzblütlern vor.

## Vorkommen und Biosynthese

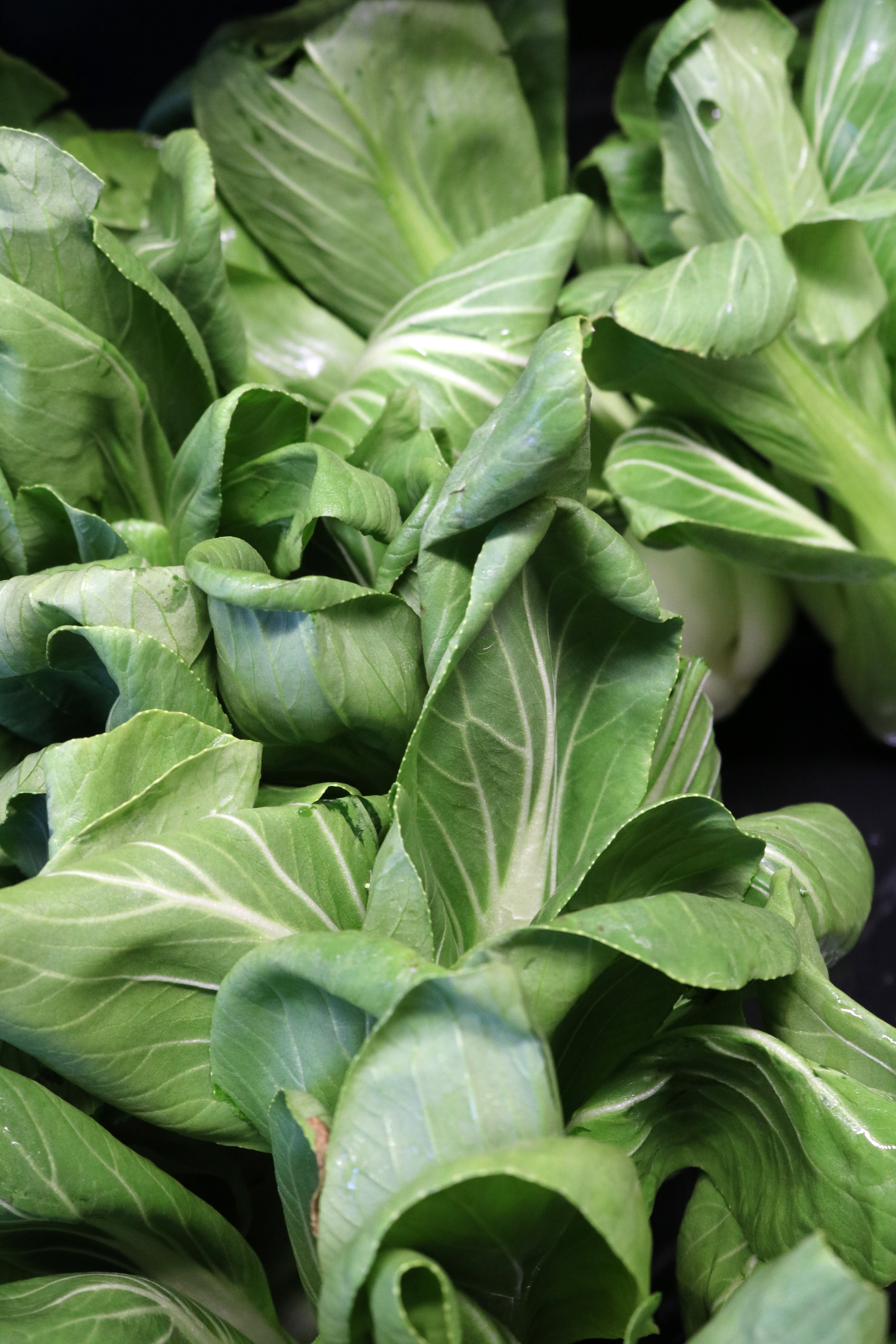
Pak-Choi-Pflanzen

Cyclobrassinin kommt in Pflanzen aus der Familie der Kreuzblütler vor, beispielsweise in Pak Choi beziehungsweise Rübsen. Es entsteht vermutlich aus Brassinin und ist selbst wiederum Vorläufer in der Biosynthese von Brassilexin.

## Herstellung
Cyclobrassinin kann durch Cyclisierung von Brassinin hergestellt werden. Hierzu wird Brassinin zunächst mit Pyridiniumtribromid bromiert und anschließend der Bromwasserstoff durch Umsetzung mit Diazabicycloundecan eliminiert. Eine analoge Reaktion ist auch durch Einsatz von N-Bromsuccinimid und Triethylamin möglich.

## Reaktionen
Cyclobrassinin kann mit Natriumperiodat umgesetzt werden, um Brassilexin herzustellen.